# Großer Rettenstein
Großer Rettenstein – szczyt w Alpach Kitzbühelskich, paśmie Alp Wschodnich. Leży w Austrii na granicy dwóch krajów związkowych: Tyrolu i Salzburga.